# Кузнецкий (Кудеяровский сельсовет)
Кузнецкий — поселок в Лукояновском районе Нижегородской области. Входит в состав Кудеяровского сельсовета.

## География
Находится в южной части Нижегородской области на расстоянии приблизительно 12 километров по прямой на юго-запад от города Лукоянов, административного центра района.

## Население
Постоянное население составляло 7 человек (русские 100%) в 2002 году, 3 в 2010.